# Petra Vlhová
Petra Vlhová (* 13. Juni 1995 in Liptovský Mikuláš) ist eine slowakische Skirennläuferin. Sie fährt vor allem in den Disziplinen Slalom und Riesenslalom und gehört in beiden zu den besten Läuferinnen der Welt. Ihre bisher größten Erfolge sind der Riesenslalom-Weltmeistertitel im Jahr 2019, der Sieg im Gesamtweltcup in der Saison 2020/21 und der Olympiasieg im Slalom 2022.

## Biografie

### Juniorenzeit
Vlhová stammt aus der Stadt Liptovský Mikuláš am Rande der Niederen Tatra. Im Alter von 15 Jahren nahm sie ab November 2010 an FIS-Rennen teil und bereits vier Monate später konnte sie ihren ersten Sieg auf dieser Stufe feiern. Ebenfalls im März 2011 gab sie ihr Debüt im Europacup und fuhr auf Anhieb in die Punkteränge. Im Januar 2012 gewann sie bei den erstmals ausgetragenen Olympischen Jugend-Winterspielen in Innsbruck die Goldmedaille im Slalom. Bei den Juniorenweltmeisterschaften 2012 in Roccaraso zwei Monate später wurde sie Dritte im Slalom und Fünfte in der Kombinationswertung. Hinzu kam in derselben Saison ihr erster slowakischer Slalom-Meistertitel.
Zu Beginn der Saison 2012/2013 gelangen Vlhová drei Podestplätze im Europacup, darunter der erste Sieg am 18. Dezember 2012 in Courchevel. Elf Tage später hatte sie ihre Premiere im Weltcup und errang im Slalom von Semmering als Elftplatzierte sogleich die ersten Weltcuppunkte. Weder in der Saison 2012/13 noch in der Saison 2013/14 gelang es ihr, an diesen Erfolg anzuknüpfen, weshalb sie wieder vermehrt im Europacup zum Einsatz kam. Nachdem sie an den Olympischen Winterspielen 2014 in Sotschi teilgenommen hatte (Platz 19 im Slalom und Platz 24 im Riesenslalom), gewann sie bei den Juniorenweltmeisterschaften 2014 im slowakischen Jasná die Slalom-Goldmedaille. Auf das nächste zählbare Weltcupergebnis musste sie hingegen bis Ende Dezember 2014 warten.

### Etablierung an der Weltspitze
In der Saison 2015/16 drang Vlhová überraschend schnell in die Weltspitze vor und erzielte vor allem im Slalom regelmäßig Top-Platzierungen. Bei den ersten beiden Slalomwettbewerben in Aspen am 28. und 29. November fuhr sie auf die Plätze sieben und elf. 
Am 7. Dezember folgte in Trysil der dritte Sieg in einem Europacup-Slalom. Ihren ersten Weltcupsieg feierte sie knapp eine Woche später am 13. Dezember im Slalom von Åre. Ihr gute Form bestätigte sie mit zwei dritten Plätzen in den Slaloms von Lienz Ende Dezember und in Flachau Anfang Januar.
Anfang Mai 2016 wurde bekannt, dass Vlhová den Italiener Livio Magoni, den früheren Betreuer von Tina Maze, als ihren neuen Trainer engagiert habe. Mit seiner Hilfe setzte sie sich in der Saison 2016/17 im Slalom endgültig an der Weltspitze fest und erzielte zwei weitere Podestplätze in Levi und Zagreb. Außerdem begann sie auch mit guten Leistungen im Riesenslalom auf sich aufmerksam zu machen. 
Bei den Weltmeisterschaften 2017 in St. Moritz gewann sie im Mannschaftswettbewerb etwas überraschend die Silbermedaille, während sie im Slalom als Vierte das Podest nur knapp verpasste. Am 18. März, beim Weltcupfinale in Aspen, gewann sie ihren zweiten Weltcupslalom. Eine weiterhin aufsteigende Tendenz bewies sie in der Saison 2017/18, als sie die Slaloms von Levi und Lenzerheide gewann; hinzu kamen vier weitere Podestplätze. Angesichts dieser Erfolge eher enttäuschend verliefen die Olympischen Winterspiele 2018 in Pyeongchang, wo Platz 5 in der Kombination ihr bestes Ergebnis war.
Am 28. Dezember 2018 gewann Vlhová in Semmering erstmals einen Weltcup-Riesenslalom und am 1. Januar 2019 am Holmenkollen erstmals einen Parallelslalom. In Flachau gelang ihr der erste Slalomsieg der Weltcupsaison 2018/19. Bei den Weltmeisterschaften 2019 in Åre wurde sie am 8. Februar Zweite in der Alpinen Kombination – nur drei Hundertstelsekunden hinter Wendy Holdener, der Titelverteidigerin von 2017. 
Ihre Silbermedaille war die erste Einzelmedaille, die ein Mitglied des slowakischen Skiteams gewinnen konnte. Sechs Tage später feierte Vlhová mit dem Riesenslalom-Weltmeistertitel den bis dahin größten Erfolg ihrer Karriere. Den Medaillensatz komplettierte sie mit Bronze im abschließenden Slalom.
Ebenfalls äußerst erfolgreich verlief für Vlhová die Saison 2019/20. Insgesamt acht Mal stand sie nach einem Weltcuprennen auf dem Podest. Darunter waren fünf Siege in den Disziplinen Slalom und Riesenslalom sowie in einem Parallelwettbewerb. Vor allem im Slalom hielt sie mit der bisherigen Dominatorin Mikaela Shiffrin mit, profitierte aber auch von deren Absenz im Februar und März 2020. 
Ebenso punktete sie erstmals regelmäßig in den Speed-Disziplinen und lieferte sich mit Shiffrin und Federica Brignone einen Dreikampf um den Gewinn der Gesamtwertung. Da die Saison wegen der COVID-19-Pandemie abgebrochen werden musste, fehlten ihr dafür die nötigen Punkte. Sie sicherte sich aber den Sieg in der Slalom-Disziplinenwertung und in der erstmals ausgetragenen Parallel-Wertung.

### Gesamtweltcupsiegerin
In der Saison 2020/21 war Vlhová die einzige Athletin, die in sämtlichen Rennen an den Start ging. Im November gewann sie die ersten beiden Slaloms im finnischen Levi, womit ihr saisonübergreifend fünf Slalomsiege in Serie gelangen. 
Fünf Wochen nach dem Sieg im Parallelrennen von Lech gewann sie am 3. Januar 2021 auch den Slalom in Zagreb und errang damit zum zweiten Mal in Folge die „Snow Queen Trophy“. Dank guter Ergebnisse in den übrigen Disziplinen baute sie ihre Führung in der Gesamtwertung kontinuierlich aus. Einen Monat später gelang ihr in Garmisch-Partenkirchen der erste Podestplatz in einem Super-G.
Bei den Weltmeisterschaften 2021 in Cortina d’Ampezzo gewann Vlhová zwei Silbermedaillen in der Kombination und im Slalom. Aufgrund einer zwischenzeitlich schwächeren Phase schloss Lara Gut-Behrami in der Gesamtwertung zu ihr auf und überholte sie Ende Februar sogar. Vlhová reagierte Anfang März mit einem Heimsieg im Riesenslalom von Jasná und übernahm wieder die Spitzenposition. Da das Restprogramm eher ihren Fähigkeiten entsprach und die beiden Speedrennen beim Weltcupfinale in Lenzerheide wegen schlechten Wetters abgesagt werden mussten, brachte sie ihren Vorsprung über die Runden und krönte sich im vorletzten Rennen zur ersten slowakischen Gesamtweltcupsiegerin. Insgesamt fiel Vlhová durch eine beeindruckende Konstanz auf: In 25 von 31 Rennen klassierte sie sich unter den besten zwölf, in sechs Rennen stand sie zuoberst auf dem Podest, dazu kamen vier weitere Podestplätze. 
Anfang April beendete sie die fast fünfjährige Zusammenarbeit mit ihrem Trainer Livio Magoni, nachdem dieser sich in einem Zeitungsinterview abfällig über sie und ihre Familie geäußert hatte. Seine Nachfolge trat der Schweizer Mauro Pini an.

### Olympiasiegerin
Vlhová begann die Saison 2021/22 mit einem dritten Platz beim Riesenslalom von Sölden. Anschließend gewann sie in Levi zwei Slaloms hintereinander. Im weiteren Verlauf des Winters kamen drei weitere Slalomsiege in Lienz, Zagreb und Kranjska Gora hinzu, womit sie vorzeitig die Disziplinenwertung für sich entschied, bei zwei noch ausstehenden Rennen. Bei den Olympischen Winterspielen 2022 in Peking gewann sie als erste slowakische Skirennläuferin eine olympische Medaille: 
Nach dem ersten Durchgang lag sie mit 0,72 Sekunden Rückstand auf Lena Dürr auf Platz acht, fuhr dann aber die schnellsten Zeit im zweiten Durchgang und gewann die Goldmedaille mit 0,08 Sekunden Vorsprung auf die amtierende Weltmeisterin Katharina Liensberger. Wegen einer Sehnenentzündung im linken Knöchel verzichtete sie auf einen Start im Kombinationswettbewerb. Nach den Spielen machte sich Vlhová daran, ihren Gesamtweltcup-Titel zu verteidigen. Sie gewann den Riesenslalom von Åre und feierte damit ihren sechsten Saisonsieg. Die Chance auf die große Kristallkugel entglitt ihr jedoch beim letzten Super-G in Courchevel/Méribel, als Mikaela Shiffrin auf Platz zwei fuhr und sie selbst ohne Punkte blieb. Vlhohá schloss die Saison mit zwei Podiumsplätzen in Slalom und Riesenslalom ab.
Während der Weltcupsaison 2022/23 erreichte Vlhová nicht ganz das Leistungsniveau der Vorjahre. Sie wurde zweimal Zweite und fünfmal Dritte; hinzu kamen nicht weniger als acht vierte Plätze. Slalomsiege gelangen ihr Anfang Januar in Flachau und Mitte März beim Weltcupfinale in Soldeu. Bei den Weltmeisterschaften 2023 in Méribel blieb sie ohne Medaillengewinn; im Slalom fuhr sie auf den fünften und im Riesenslalom auf den siebten Platz.
Zu Beginn der Weltcupsaison 2023/24 belegte Vlhová beim Riesenslalom von Sölden hinter der schweizerischen Siegerin Lara Gut-Behrami und der Italienerin Federica Brignone den dritten Platz. Sie lieferte sich in dieser Saison im Slalom ein packendes Duell mit Mikaela Shiffrin. Vlhová gewann drei, Shiffrin vier der ersten sieben Slaloms. 
Am 20. Januar 2024 stürzte Vlhová jedoch bei ihrem Heimrennen in Jasná im Riesenslalom und riss sich das Kreuz- und das Innenband im rechten Knie. Sie musste daraufhin ihre Saison beenden. Sie verpasste auch die ganze Saison 2024/25 und musste sich im März 2025 erneut einer Operation am Knie unterziehen. Zehn Tage später wurde die Trennung von ihrem Trainer Mauro Pini bekanntgegeben.

## Erfolge

### Olympische Spiele
- Sotschi 2014: 19. Slalom, 24. Riesenslalom
- Pyeongchang 2018: 5. Alpine Kombination, 9. Mannschaftswettbewerb, 13. Riesenslalom, 13. Slalom, 32. Super-G
- Peking 2022: 1. Slalom, 14. Riesenslalom

### Weltmeisterschaften
- St. Moritz 2017: 2. Mannschaftswettbewerb, 4. Slalom, 8. Riesenslalom
- Åre 2019: 1. Riesenslalom, 2. Alpine Kombination, 3. Slalom
- Cortina d’Ampezzo 2021: 2. Slalom, 2. Alpine Kombination, 9. Super-G, 12. Riesenslalom
- Méribel 2023: 5. Slalom, 7. Riesenslalom

### Weltcupwertungen
| Saison  | Gesamt | Gesamt | Abfahrt | Abfahrt | Super-G | Super-G | Riesenslalom | Riesenslalom | Slalom | Slalom | Kombination | Kombination | Parallel | Parallel |
| Saison  | Platz  | Punkte | Platz   | Punkte  | Platz   | Punkte  | Platz        | Punkte       | Platz  | Punkte | Platz       | Punkte      | Platz    | Punkte   |
| ------- | ------ | ------ | ------- | ------- | ------- | ------- | ------------ | ------------ | ------ | ------ | ----------- | ----------- | -------- | -------- |
| 2012/13 | 91.    | 24     | –       | –       | –       | –       | –            | –            | 42.    | 24     | –           | –           | –        | –        |
| 2014/15 | 81.    | 34     | –       | –       | –       | –       | –            | –            | 34.    | 34     | –           | –           | –        | –        |
| 2015/16 | 24.    | 407    | –       | –       | –       | –       | 40.          | 18           | 6.     | 389    | –           | –           | –        | –        |
| 2016/17 | 10.    | 589    | –       | –       | –       | –       | 11.          | 178          | 5.     | 411    | –           | –           | –        | –        |
| 2017/18 | 5.     | 888    | –       | –       | –       | –       | 13.          | 149          | 4.     | 679    | 7.          | 60          | –        | –        |
| 2018/19 | 2.     | 1355   | –       | –       | –       | –       | 2.           | 478          | 2.     | 877    | –           | –           | –        | –        |
| 2019/20 | 3.     | 1189   | 16.     | 164     | 14.     | 119     | 2.           | 333          | 1.     | 460    | –           | –           | 1.       | 113      |
| 2020/21 | 1.     | 1416   | 12.     | 164     | 8.      | 158     | 6.           | 342          | 3.     | 652    | –           | –           | 1.       | 100      |
| 2021/22 | 2.     | 1309   | 37.     | 22      | 40.     | 26      | 4.           | 491          | 1.     | 770    | –           | –           | –        | –        |
| 2022/23 | 3.     | 1125   | 41.     | 9       | –       | –       | 4.           | 486          | 3.     | 630    | –           | –           | –        | –        |
| 2023/24 | 6.     | 802    | –       | –       | –       | –       | 8.           | 297          | 3.     | 505    | –           | –           | –        | –        |

### Weltcupsiege
Vlhová errang im Weltcup bisher 73 Podestplätze, davon 31 Siege:
| Datum             | Ort             | Land       | Disziplin       |
| ----------------- | --------------- | ---------- | --------------- |
| 13. Dezember 2015 | Åre             | Schweden   | Slalom          |
| 18. März 2017     | Aspen           | USA        | Slalom          |
| 11. November 2017 | Levi            | Finnland   | Slalom          |
| 28. Januar 2018   | Lenzerheide     | Schweiz    | Slalom          |
| 28. Dezember 2018 | Semmering       | Österreich | Riesenslalom    |
| 1. Januar 2019    | Oslo            | Norwegen   | City-Event      |
| 8. Januar 2019    | Flachau         | Österreich | Slalom          |
| 1. Februar 2019   | Maribor         | Slowenien  | Riesenslalom *  |
| 8. März 2019      | Špindlerův Mlýn | Tschechien | Riesenslalom    |
| 15. Dezember 2019 | St. Moritz      | Schweiz    | Parallelrennen  |
| 4. Januar 2020    | Zagreb          | Kroatien   | Slalom          |
| 14. Januar 2020   | Flachau         | Österreich | Slalom          |
| 18. Januar 2020   | Sestriere       | Italien    | Riesenslalom ** |
| 16. Februar 2020  | Kranjska Gora   | Slowenien  | Slalom          |
| 21. November 2020 | Levi            | Finnland   | Slalom          |
| 22. November 2020 | Levi            | Finnland   | Slalom          |
| 26. November 2020 | Lech            | Österreich | Parallelrennen  |
| 3. Januar 2021    | Zagreb          | Kroatien   | Slalom          |
| 7. März 2021      | Jasná           | Slowakei   | Riesenslalom    |
| 12. März 2021     | Åre             | Schweden   | Slalom          |
| 20. November 2021 | Levi            | Finnland   | Slalom          |
| 21. November 2021 | Levi            | Finnland   | Slalom          |
| 29. Dezember 2021 | Lienz           | Österreich | Slalom          |
| 4. Januar 2022    | Zagreb          | Kroatien   | Slalom          |
| 9. Januar 2022    | Kranjska Gora   | Slowenien  | Slalom          |
| 11. März 2022     | Åre             | Schweden   | Riesenslalom    |
| 10. Januar 2023   | Flachau         | Österreich | Slalom          |
| 18. März 2023     | Soldeu          | Andorra    | Slalom          |
| 11. November 2023 | Levi            | Finnland   | Slalom          |
| 21. Dezember 2023 | Courchevel      | Frankreich | Slalom          |
| 7. Januar 2024    | Kranjska Gora   | Slowenien  | Slalom          |

* zeitgleich mit Mikaela Shiffrin 

** zeitgleich mit Federica Brignone

### Europacup
- Saison 2012/13: 5. Slalomwertung
- 8 Podestplätze, davon 5 Siege:

| Datum             | Ort        | Land       | Disziplin    |
| ----------------- | ---------- | ---------- | ------------ |
| 18. Dezember 2012 | Courchevel | Frankreich | Slalom       |
| 24. Dezember 2013 | Levi       | Finnland   | Slalom       |
| 8. Dezember 2015  | Trysil     | Norwegen   | Slalom       |
| 2. März 2019      | Jasná      | Slowakei   | Riesenslalom |
| 3. März 2019      | Jasná      | Slowakei   | Slalom       |

### Juniorenweltmeisterschaften
- Crans-Montana 2011: 27. Riesenslalom, 30. Slalom, 34. Super-G
- Roccaraso 2012: 3. Slalom, 5. Kombination, 26. Super-G, 28. Riesenslalom
- Québec 2013: 4. Slalom, 8. Riesenslalom, 34. Super-G
- Jasná 2014: 1. Slalom, 14. Riesenslalom
- Hafjell 2015: 17. Riesenslalom, 31. Super-Kombination, 39. Super-G

### Weitere Erfolge
- 4 slowakische Meistertitel: Slalom 2012, 2014 und 2018, Kombination 2017
- Olympische Winter-Jugendspiele Innsbruck 2012: 1. Slalom, 4. Riesenslalom, 4. Super-Kombination, 9. Super-G
- European Youth Olympic Festival Liberec 2011: 9. Slalom, 29. Riesenslalom
- 6 Siege in FIS-Rennen